# 奥迪RS6
奥迪RS6（英語：Audi RS 6）是由大众集团旗下的奥迪公司出品的一款车型，是奥迪A6的高性能版衍生车型，属奥迪旗下的RS系列，由奥迪旗下负责研发制造高性能车款的子公司Audi Sport代奥迪生产，其第一与第二代车型曾分为Avant旅行车版本与轿车版本，但自第三代车型后，奥迪就转为仅提供Avant旅行车版本的奥迪RS6，而RS6的轿车款则在美国被奥迪旗下的另一款车型RS7取代。

## 引用
1. ↑  . CarExpert.   [2022-11-19]. （原始内容存档于2023-03-19） （英语）.
2. ↑  . uk.news.yahoo.com.   [2022-11-19]. （原始内容存档于2022-11-19） （英国英语）.
3. ↑  . Audi MediaCenter.   [2022-11-19]. （原始内容存档于2022-11-19） （英语）.